# St Buryan, Lamorna and Paul
St Buryan, Lamorna and Paul är en civil parish i distriktet Cornwall i grevskapet Cornwall i England. Parish har 1 681 invånare (2011). Den bildades den 1 april 2021 genom en sammanslagning av St. Buryan och Paul.